# Гдовская улица (Санкт-Петербург)
Гдо́вская улица — улица в Петроградском районе Санкт-Петербурга. Проходит от улицы Красного Курсанта до Пионерской улицы.

## История
Первоначальное название 6-я улица известно с 1798 года. Это была одна из восьми номерных улиц в Колтовской слободе. С 1822 года носила имя 6-я Спасская улица, дано по Большой Спасской улице (ныне улица Красного Курсанта). Существовали варианты 6-й Спасский переулок, 6-я Колтовская улица.
Современное название Гдовская улица дано 20 января 1858 года по городу Гдову в ряду улиц Петербургской стороны, наименованных по населённым пунктам Санкт-Петербургской губернии.